# Unterseeboot U-11 (Autriche-Hongrie)
Pour les autres navires du même nom, voir Unterseeboot 11.
L'Unterseeboot U-11 ou U-XI est un sous-marin (U-Boot) de classe U-10 de la marine austro-hongroise pendant la Première Guerre mondiale. Il s’agissait à l’origine d’un sous-marin allemand de type UB I mis en service dans la Kaiserliche Marine sous le nom de UB-15.
L'UB-15 a été construit en Allemagne et expédié par chemin de fer à Pola, où il a été assemblé et lancé. Il a été mis en service dans la marine impériale allemande en avril et a coulé un sous-marin italien en juin. Le bateau a été remis à l’Autriche-Hongrie et mis en service sous le nom de U-11 le 14 juin. Au début de l’année 1916, l'U-11 tira sur un sous-marin britannique, mais le manqua. Après la fin de la guerre, l'U-11 a été remis à l’Italie en guise de réparations de guerre et ferraillé à Pola en 1920.

## Conception
L'U-11 était un petit sous-marin côtier qui avait un déplacement de 127 tonnes en surface et 141 tonnes en immersion. Il était équipé d’un seul arbre d'hélice, d’un seul moteur Diesel Körting de 60 ch (45 kW) pour la navigation en surface et d’un seul moteur électrique de 120 ch (89 kW) pour la navigation en immersion. L'U-10 était capable d’atteindre 6,5 nœuds (12,0 km/h) en surface et 5,5 nœuds (10,2 km/h) en immersion. Sa profondeur de plongée allait jusqu’à 50 mètres[réf. nécessaire]. Il a été conçu pour un équipage de 17 officiers et matelots.
L'U-11 était équipé de deux tubes lance-torpilles de 450 mm situés à l’avant et transportait deux torpilles de rechange. Les sous-marins allemands de type UB I étaient en outre équipés d’une mitrailleuse de 8 mm, mais il n’est pas clair d’après les sources si l'U-11, en tant qu’ancien bateau allemand, en était équipé, et si c’est le cas, s’il l’a conservée en service austro-hongrois. En octobre 1916, l’armement de l'U-11 est complété par un canon de 66 mm/18.

## Carrière
L'UB-15 a été mis sur cale le 9 novembre 1914 par AG Weser à Brême. Le sous-marin a été expédié en sections par chemin de fer jusqu’au chantier naval de Pola, où les sections ont été rivetées ensemble. Il n’y a pas de trace du temps qu’il a fallu pour assembler les sections de l'UB-15. Cependant, un navire similaire (l'UB-3) a été construit en seulement deux semaines.
L'UB-15 est mis en service dans la marine impériale allemande sous le commandement de l'Oberleutnant zur See Heino von Heimburg le 11 avril 1915. Un officier de la marine austro-hongroise a été affecté au bateau à des fins d’entraînement. Le 10 juin, l'UB-15 coule le sous-marin italien Medusa de 245 tonnes au large du phare de Porto Piave Vecchia dans le nord de l’Adriatique,. Comme tous les sous-marins de Type UB I et l'U-10, l'UB-15 était équipé de réservoirs de compensation conçus pour s’inonder et compenser le tir d’une des torpilles C/06 de 770 kg. Cependant, ils n’ont pas toujours fonctionné correctement. Lors d’un tir en immersion périscopique, le bateau pouvait s’enfoncer après le tir ou, si trop de poids était pris, plonger dans les profondeurs. Lorsque l'UB-15 torpille et coule le Medusa, le ballast ne parvint pas à compenser correctement, obligeant tous les membres d’équipage à courir vers l’arrière pour compenser le déséquilibre de l’assiette et empêcher le navire de couler.
Le 18 juin 1915, l'UB-15 est remis à la marine austro-hongroise et mis en service sous le nom d'U-11 sous le commandement du Linienschiffsleutnant Lüdwig Eberhardt. L'U-11 conserva son équipage allemand jusqu’au 18 juin 1916, date à laquelle il fut remplacé par un équipage entièrement austro-hongrois. Au début de l’année 1916, l'U-11 attaqua sans succès le sous-marin britannique HMS B8 dans le golfe de Fiume. L'U-11 a capturé un navire. Il a été remis à l’Italie en guise de réparation de guerre et ferraillé à Pola en 1920.

## Commandants
- en tant qu'UB-15
  - Oblt. Heino von Heimburg : du 4 au 17 juin 1915[2].
- en tant qu'U-11[10].
  - Lüdwig Eberhardt : du 8 juin au 31 août 1915.
  - Karl Edler von Unczowski : du 16 septembre au 28 octobre 1915.
  - Robert Teufl von Fernland : du 28 octobre 1915 au 30 août 1916.
  - Johann Krsnjavi : du 30 août 1916 au 25 mai 1917.
  - Ludwig Müller : du 25 mai au 16 juillet 1917.
  - Wladimir Pfeifer : du 16 juillet au 17 septembre 1917.
  - Eugen Hornyák Edler von Horn : du 17 septembre 1917 au 12 janvier 1918.
  - Hugo Pistel : du 12 janvier au 19 juin 1918.
  - Alfons Graf Montecuccoli : du 19 juin au 27 août 1918.
  - Alois Sernetz : du 27 août au 31 octobre 1918.

## Navires coulés
| Date            | Nom             | Nationalité      | Tonnage | Destin  |
| --------------- | --------------- | ---------------- | ------- | ------- |
| 10 juin 1915    | Medusa          | Regia Marina     | 245     | Coulé   |
| 20 janvier 1916 | SS König Albert | Royaume d'Italie | 10484   | Capturé |